# 三井物産オルタナティブインベストメンツ
三井物産オルタナティブインベストメンツ株式会社（みついぶっさんオルタナティブインベストメンツ）は、東京都千代田区に本社を置く、日本の証券会社。2001年12月21日設立。オルタナティブ投資商品（ヘッジファンド他）の紹介等を専門に事業を展開する証券会社である。日本証券業協会、日本証券投資顧問業協会加入。

## 概要
2001年12月21日、三井物産100％出資にて設立された証券会社。一般的な株式などは取り扱わず、ヘッジファンドやプライベート・エクイティなどオルタナティブ金融商品をプロ投資家に販売・仲介をしている。取り扱う商品はほかにストラクチャード・ボンド、不動産ファンドなど。
2002年4月4日に証券業登録。2007年3月より投資顧問業の営業を開始。リサーチアナリスト等、各部門に分けられた金融の専門家を配置する他、投資助言委員会を設置して投資の意思決定を潤滑にする取り組みを行っている。
2017年4月3日に、ジャパンオルタナティブ証券株式会社から三井物産オルタナティブインベストメンツ株式会社へ商号変更した。